# Rosa (álbum)
Rosa es el título del primer Álbum de estudio de la cantante Rosa López.

## Álbum

### Contenido
Una vez salida del programa de OT como vencedora, grabó su primer álbum debut en la primavera del 2002 íntegramente en la capital española Madrid, la cantante viajó por primera vez a Nueva York, Estados Unidos, dónde se realizó la producción del tema «A solas con mi corazón» con un coro góspel y el tema de Eurovisión que representó a su país en dicho certamen «Europe's living a celebration» dónde se grabó bajo la producción y composición de los hermanos Ten en la ciudad condal de Barcelona. Un trabajo de 14 cortes de los cuales dos versiones de «Europe's living a celebration» y un dúo con su excompañero de OT Manu Tenorio con la «La apuesta». En él han colaborado artistas como Alejo Stivel (ex Tequila y el productor de moda), José Luis Perales (autor de «Las calles de Granada»), Armando Manzanero («No jodas, por favor»), Inma Serrano («A solas con mi corazón»), Pablo Martín y Josu García (La Tercera República) o Fernando Polaino (ex Los Lunes que Quedan, «Solo queda tiempo para amarte» y «Cantar»), entre otros, además de otras versiones como el tema «I say a little prayer» de Aretha Franklin. El álbum comprende por estilos Pop Latino en su mayoría de temas y baladas, lo que produjo varias críticas por el estilo no apropiado para la artista granadina.

## Lista de canciones
| N.º | Título                              | Escritor(es)               | Duración |  |
| 1.  | «A solas con mi corazón»            | Inma Serrano               | 4:17     |  |
| 2.  | «Cara o cruz»                       | Gisela Ruiz                | 4:37     |  |
| 3.  | «Una sola vez»                      | Raquel Sanz                | 3:20     |  |
| 4.  | «Hay días»                          | Juan Carlos Pérez          | 3.53     |  |
| 5.  | «I say a little prayer»             | Burt Bacharach / Hal David | 3:57     |  |
| 6.  | «Las calles de Granada»             | José Luis Perales          | 3:56     |  |
| 7.  | «Cantar»                            | Fernando Polaino           | 4:18     |  |
| 8.  | «Solo queda tiempo para amarte»     | Fernando Polaino           | 3:56     |  |
| 9.  | «No jodas por favor»                | Armando Manzanero          | 3:52     |  |
| 10. | «El corazón es el que manda»        | J.J. Chaleco               | 3:54     |  |
| 11. | «Caradura»                          | Pablo Luis Martínez        | 3:11     |  |
| 12. | «La apuesta» (junto a Manu Tenorio) | Beatriz Herraiz            | 3:23     |  |

| Bonus track |                                                      |              |          |  |
| N.º         | Título                                               | Escritor(es) | Duración |  |
| 1.          | «Europe's living a celebration» (Versión Cibeles)    | Toni Ten     | 3:10     |  |
| 2.          | «Europe's living a celebration» (Versión Eurovisión) | Toni Ten     | 2:53     |  |

### Posición en lista
| País   | Asociación | Lista          | Primera semana      | Posición | Semanales | Última semana           | Posición anual | Certificación | Ref.              |
| España | Promusicae | Top 50 Álbumes | 29 de abril de 2002 | 1        | 20        | 9 de septiembre de 2002 | 6              | 5× Platino    | [ 4 ] [ 5 ] [ 6 ] |

## Sencillos

### Europe's living a celebration
Sencillo qué se editó en formato físico para radios y tiendas.
| País   | Asociación         | Lista        | Primera semana     | Posición | Semanales | Última semana      | Ref.  |
| España | Los 40 Principales | Lista los 40 | 18 de mayo de 2002 | 1        | 4         | 8 de junio de 2002 | [ 7 ] |

### A solas con mi corazón
Sencillo qué se editó en formato físico para radios y tiendas. Canción escrita por la cantante Inma Serrano, grabando su propia versión en 2009. 

#### Lista de canciones
| N.º | Título                                      | Duración |  |
| 1.  | «A solas con mi corazón» (Remix radio edit) | 3:58     |  |
| 2.  | «A solas con mi corazón» (Remix extended)   | 5:28     |  |
| 3.  | «Caradura» (Remix radio edit)               | 3:58     |  |
| 4.  | «Caradura» (Remix extended)                 | 5:02     |  |

#### Posición en lista
| País   | Asociación         | Lista          | Primera semana     | Posición | Semanales | Última semana           | Posición anual | Ref.               |
| España | Promusicae         | Top 20 Singles | 7 de julio de 2002 | 6        | 10        | 8 de septiembre de 2002 | 20             | [ 8 ] [ 9 ] [ 10 ] |
| España | Canal Fiesta Radio | Top 50 Radio   |                    | 1        |           |                         |                | [ 11 ]             |

### Caradura
Sencillo que se editó en formato físico para radios e incluido en el anterior sencillo.

## Conciertos
| Día                      | Localidad                  | Escenario                                   |
| ------------------------ | -------------------------- | ------------------------------------------- |
| 12 de julio de 2002      | Córdoba                    | Plaza de toros Los Califas                  |
| 13 de julio de 2002      | Sevilla                    | Auditorio municipal Rocío Jurado de Sevilla |
| 14 de julio de 2002      | Manilva                    | Campo de fútbol                             |
| 16 de julio de 2002      | Granada                    | Palacio de los Deportes de Granada          |
| 17 de julio de 2002      | Orihuela                   | Polideportivo municipal                     |
| 19 de julio de 2002      | Ávila                      | Plaza de toros                              |
| 20 de julio de 2002      | Getafe                     | C. Fútbol de Magallanes                     |
| 21 de julio de 2002      | Alcira                     | Campo de Deportes Venecia                   |
| 24 de julio de 2002      | Orense                     | Pabellón Paco Paz                           |
| 27 de julio de 2002      | Burgos                     | Plaza de toros                              |
| 28 de julio de 2002      | Logroño                    | Plaza de toros de Logroño                   |
| 30 de julio de 2002      | Toledo                     | Plaza de toros                              |
| 31 de julio de 2002      | La Roda                    | Plaza de toros                              |
| 2 de agosto de 2002      | Plasencia                  | Campo de fútbol                             |
| 3 de agosto de 2002      | San Fernando               | Campo de fútbol El Bazán                    |
| 4 de agosto de 2002      | Huelva                     | Recinto Colombinas                          |
| 6 de agosto de 2002      | Segovia                    | Patio regimiento Artillería                 |
| 7 de agosto de 2002      | Gijón                      | Plaza de toros de El Bibio                  |
| 9 de agosto de 2002      | Huesca                     | Pabellón municipal                          |
| 10 de agosto de 2002     | San Lorenzo de El Escorial | Lonja del Monasterio                        |
| 16 de agosto de 2002     | Málaga                     | Auditorio municipal                         |
| 17 de agosto de 2002     | Motril                     | Caseta municipal                            |
| 21 de agosto de 2002     | Inca                       | Poliesportiu                                |
| 23 de agosto de 2002     | Torrevieja                 | Los Alcázares                               |
| 24 de agosto de 2002     | Los Alcázares              | Polideportivo municipal                     |
| 27 de agosto de 2002     | Linares                    | Campo de fútbol de San José                 |
| 28 de agosto de 2002     | Benalmádena                | Tivoli World                                |
| 31 de agosto de 2002     | Daimiel                    | Auditorio municipal                         |
| 1 de septiembre de 2002  | Alcorcón                   | C. de F. de Canaleja                        |
| 3 de septiembre de 2002  | Palencia                   | C. de F. de La Balastera                    |
| 4 de septiembre de 2002  | Laguna de Duero            | plaza de toros.                             |
| 6 de septiembre de 2002  | Cádiz                      | Playa de la Victoria                        |
| 8 de septiembre de 2002  | Sabadell                   | Parque de Cataluña                          |
| 10 de septiembre de 2002 | Albacete                   | Caseta de los Jardinillos                   |
| 11 de septiembre de 2002 | Baza                       | Campo de fútbol de Alameda                  |
| 18 de septiembre de 2002 | Tazacorte                  | Pabellón Usos M                             |
| 20 de septiembre de 2002 | Valencia                   | Plaza de toros de Valencia                  |